# Lemma di Weyl
In matematica, il lemma di Weyl, il cui nome si deve a Hermann Weyl, stabilisce che se una distribuzione temperata {\displaystyle T\in D'(\Omega ,\mathbb {R} )}, dove {\displaystyle D'} è il duale dello spazio di Schwartz delle funzioni di test definite sull'aperto {\displaystyle \Omega \subseteq \mathbb {R} ^{n}}, soddisfa:
{\displaystyle \Delta T=f\in C^{\infty }(\Omega ,\mathbb {R} )}
nel senso che:
{\displaystyle \langle T,\Delta \phi \rangle =\langle f,\phi \rangle \qquad \phi \in C_{c}^{\infty }(\Omega ,\mathbb {R} )}
(il pedice "c" in {\displaystyle C_{c}^{\infty }} indica che {\displaystyle \phi } è a supporto compatto) allora {\displaystyle T\in C^{\infty }(\Omega ,\mathbb {R} )}.
Il lemma è stato inizialmente provato da Weyl nel 1940, e mostra come ogni soluzione debole sia una funzione liscia, ovvero una soluzione "classica". Viene utilizzato nello studio della regolarità di PDE ellittiche e ipoellittiche del secondo ordine. È comunque da notare come lo stesso risultato fosse già stato dimostrato da Sergej L. Sobolev in un lavoro precedente del 1937, come riportato anche nei commenti al suo libro "Some applications of Functional Analysis in Mathematical Physics".

## Equazione di Laplace
Come caso particolare, sia {\displaystyle \Omega } un aperto di {\displaystyle \mathbb {R} ^{n}} e {\displaystyle \Delta } l'operatore di Laplace. Il lemma di Weyl afferma che se {\displaystyle u\in L_{\mathrm {loc} }^{1}(\Omega )} è una funzione localmente integrabile che soddisfa debolmente l'equazione di Laplace, ovvero si ha:
{\displaystyle \int _{\Omega }u(x)\Delta \phi (x)\,dx=0}
per ogni funzione di test liscia {\displaystyle \phi \in C_{c}^{\infty }(\Omega )} a supporto compatto, allora {\displaystyle u\in C^{\infty }(\Omega )} è una funzione liscia e soddisfa {\displaystyle \Delta u=0} puntualmente in {\displaystyle \Omega }. Ciò è in contrasto, per esempio, con quanto succede per l'equazione delle onde, le cui soluzioni deboli non soddisfano il lemma.
Questo enunciato implica la regolarità interna di una funzione armonica in {\displaystyle \Omega }, ma non consente di stabilire nulla a proposito della regolarità sulla frontiera {\displaystyle \partial \Omega }.

## Ipoellitticità di un'equazione
Un operatore differenziale parziale lineare {\displaystyle P} avente per coefficienti delle funzioni lisce è ipoellittico se il supporto singolare di {\displaystyle Pu} (l'insieme dei punti in cui una distribuzione non è liscia) è uguale al supporto singolare di {\displaystyle u} per ogni distribuzione {\displaystyle u}. L'operatopre di Laplace è iperellittico, e quindi se {\displaystyle \Delta u=0} il supporto singolare di {\displaystyle u} è vuoto in quanto lo è il supporto singolare di {\displaystyle 0}: ciò significa che {\displaystyle u\in C^{\infty }(\Omega )}.